# Lovisagruvan
För Lovisagruvan AB, se Lovisagruvan AB

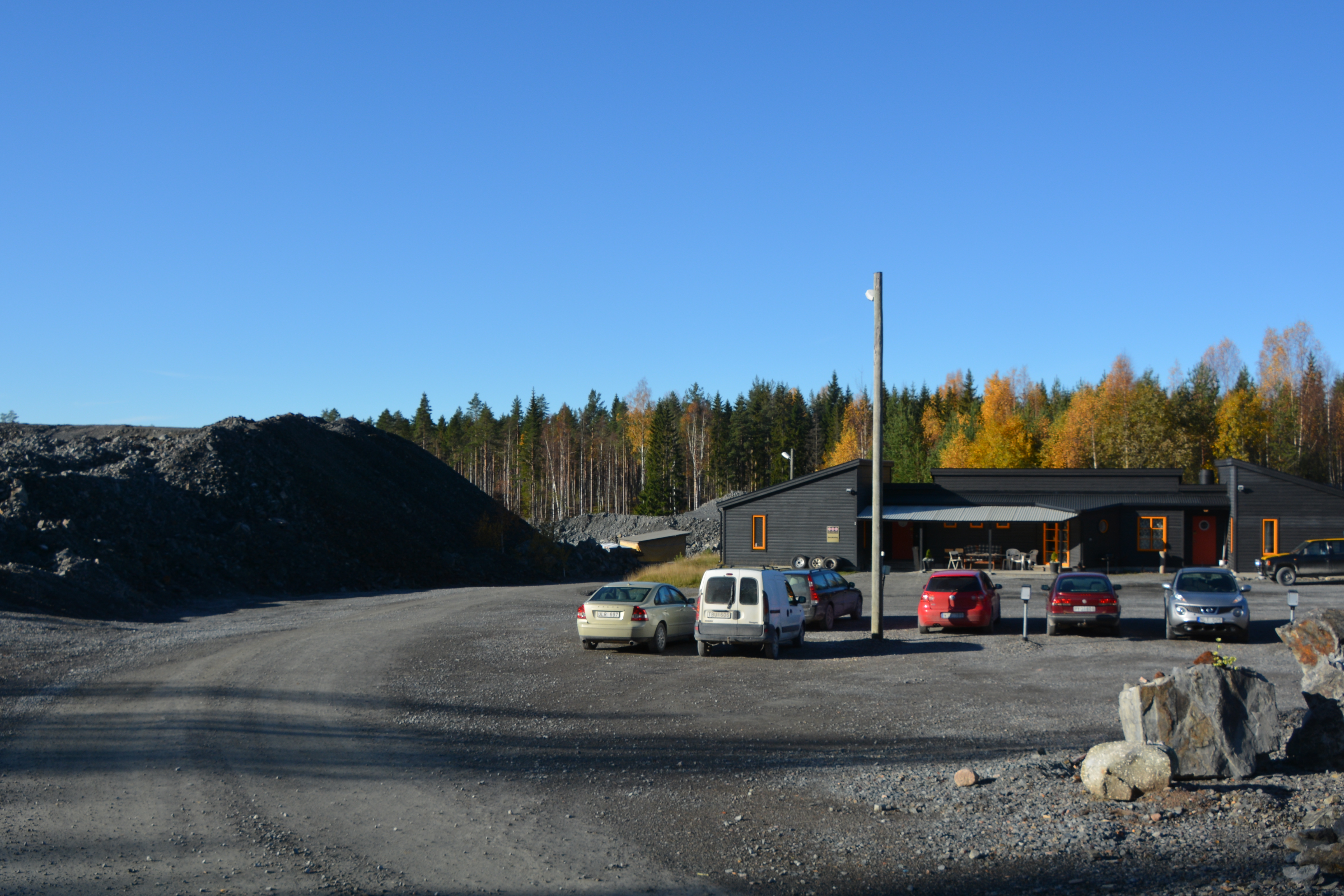
Lovisagruvan

Lovisagruvan är en underjordisk sulfidmalmsgruva söder om Stråssa i Lindesbergs kommun i Örebro län, Västmanland. Ur malmen utvinns bly- och zink-koncentrat, en process som tidigare skedde i Bolidens anrikningsverk i Garpenberg, men numera sker i Polen. Det finns även små mängder silver.
Malmådern upptäcktes 1985 av LKAB och BP Minerals. Brytningsrättigheterna köptes 1989 av Lovisa Mines. Företaget utvecklade en teknik för brytning i små smala malmkroppar. Gruvan förbereddes för brytning och produktionen startade i juni 1993 samtidigt som Lovisa Mines gick i konkurs. Ett anrikningsverk hade byggts och varit i provdrift i Grängesbergsbolagets lokaler i Stråssa.
År 1994 bildades företaget Lovisagruvan AB som köpte konkursboet efter Lovisa Mines. Provbrytningen startade 1995, och 1997 bröts 6 000 ton malm. Bolaget förhandlade med Boliden AB om anrikning, men det fanns ingen ledig kapacitet och malmpriserna sjönk. En testanrikning hos Boliden AB i Garpenberg utfördes 2002 och därefter kunde hela malmlagret anrikas och säljas innan malmpriserna åter sjönk. Malmpriserna stabiliserades 2004, vilket innebar att produktionen kunde återupptas i liten skala samma år och det träffades ett avtal med Boliden AB om anrikning av bly- och zinkkoncentrat i Garpenberg. Produktionsvolymen år 2014 var 38 723 ton.